# Natação no Campeonato Mundial de Esportes Aquáticos de 2015 - 50 m livre feminino
A prova dos 50 metros livre feminino da natação no Campeonato Mundial de Esportes Aquáticos de 2015 ocorreu nos dias 8 de agosto e 9 de agosto em Cazã na Rússia.

## Recordes
Antes desta competição, os recordes mundiais e do campeonato nesta prova eram os seguintes:
| Tipo                  | Atleta         | Tempo | Local | Data                |
| --------------------- | -------------- | ----- | ----- | ------------------- |
|                       | Britta Steffen | 23,73 | Roma  | 2 de agosto de 2009 |
| Recorde do campeonato | Britta Steffen | 23,73 | Roma  | 2 de agosto de 2009 |

## Medalhistas
| Ouro                  | Prata                     | Bronze               |
| Bronte Campbell (AUS) | Ranomi Kromowidjojo (NED) | Sarah Sjöström (SWE) |

## Resultados

### Eliminatórias
Esses foram os resultados das eliminatórias.
| Pos. | Bateria | Raia | Nadadora                   | Nacionalidade  | Tempo | Notas |
| ---- | ------- | ---- | -------------------------- | -------------- | ----- | ----- |
| 1    | 12      | 4    | Cate Campbell              | Austrália      | 24.40 | Q     |
| 2    | 10      | 5    | Arianna Vanderpool-Wallace | Bahamas        | 24.43 | Q     |
| 3    | 10      | 4    | Sarah Sjöström             | Suécia         | 24.53 | Q     |
| 4    | 11      | 5    | Ranomi Kromowidjojo        | Países Baixos  | 24.62 | Q     |
| 5    | 12      | 3    | Jeanette Ottesen           | Dinamarca      | 24.66 | Q     |
| 6    | 10      | 6    | Dorothea Brandt            | Alemanha       | 24.71 | Q     |
| 7    | 12      | 5    | Bronte Campbell            | Austrália      | 24.74 | Q     |
| 8    | 11      | 4    | Francesca Halsall          | Reino Unido    | 24.80 | Q     |
| 9    | 12      | 8    | Liu Xiang                  | China          | 24.82 | Q     |
| 10   | 12      | 7    | Anna Santamans             | França         | 24.90 | Q     |
| 11   | 10      | 3    | Simone Manuel              | Estados Unidos | 24.91 | Q     |
| 12   | 11      | 2    | Chantal van Landeghem      | Canadá         | 24.94 | Q     |
| 13   | 11      | 3    | Etiene Medeiros            | Brasil         | 24.97 | Q     |
| 14   | 11      | 8    | Michelle Williams          | Canadá         | 25.13 | Q     |
| 15   | 11      | 6    | Pernille Blume             | Dinamarca      | 25.14 | Q     |
| 16   | 10      | 8    | Maria Kameneva             | Rússia         | 25.18 | Q     |
| 17   | 10      | 0    | Zhu Menghui                | China          | 25.19 |       |
| 18   | 10      | 2    | Aleksandra Gerasimenya     | Bielorrússia   | 25.20 |       |
| 19   | 9       | 2    | Theodora Drakou            | Grécia         | 25.22 |       |
| 19   | 12      | 1    | Farida Osman               | Egito          | 25.22 |       |
| 21   | 10      | 7    | Graciele Herrmann          | Brasil         | 25.25 |       |
| 22   | 10      | 1    | Miki Uchida                | Japão          | 25.33 |       |
| 23   | 11      | 7    | Silvia Di Pietro           | Itália         | 25.34 |       |
| 24   | 11      | 9    | Anna Dowgiert              | Polónia        | 25.44 |       |
| 24   | 12      | 0    | Erika Ferraioli            | Itália         | 25.44 |       |
| 26   | 9       | 5    | Sasha Touretski            | Suíça          | 25.49 |       |
| 26   | 12      | 2    | Ivy Martin                 | Estados Unidos | 25.49 |       |
| 28   | 9       | 4    | Lauren Quigley             | Reino Unido    | 25.53 |       |
| 29   | 9       | 1    | Cecilie Johannessen        | Noruega        | 25.55 |       |
| 29   | 9       | 0    | Julie Meynen               | Luxemburgo     | 25.55 |       |

| Ver o restante da classificação | Ver o restante da classificação | Ver o restante da classificação | Ver o restante da classificação | Ver o restante da classificação | Ver o restante da classificação | Ver o restante da classificação |
| Pos.                            | Bateria                         | Raia                            | Nadadora                        | Nacionalidade                   | Tempo                           | Notas                           |
| ------------------------------- | ------------------------------- | ------------------------------- | ------------------------------- | ------------------------------- | ------------------------------- | ------------------------------- |
| 31                              | 8                               | 6                               | Miroslava Syllabová             | Eslováquia                      | 25.59                           |                                 |
| 32                              | 12                              | 9                               | Birgit Koschischek              | Áustria                         | 25.61                           |                                 |
| 33                              | 11                              | 1                               | Nataliya Lovtsova               | Rússia                          | 25.62                           |                                 |
| 34                              | 8                               | 5                               | Anna Kolářová                   | Chéquia                         | 25.67                           |                                 |
| 35                              | 9                               | 3                               | Zsuzsanna Jakabos               | Hungria                         | 25.79                           |                                 |
| 36                              | 8                               | 4                               | Isabella Arcila                 | Colômbia                        | 25.83                           |                                 |
| 37                              | 9                               | 8                               | Siobhan Haughey                 | Hong Kong                       | 25.85                           |                                 |
| 38                              | 10                              | 9                               | Yayoi Matsumoto                 | Japão                           | 25.90                           |                                 |
| 39                              | 7                               | 5                               | Nina Rangelova                  | Bulgária                        | 25.94                           |                                 |
| 39                              | 7                               | 3                               | Sanja Jovanović                 | Croácia                         | 25.94                           |                                 |
| 41                              | 8                               | 2                               | Arlene Semeco                   | Venezuela                       | 25.98                           |                                 |
| 42                              | 8                               | 3                               | Nastja Govejšek                 | Eslovênia                       | 26.00                           |                                 |
| 43                              | 8                               | 9                               | Jenjira Srisa-Ard               | Tailândia                       | 26.11                           |                                 |
| 44                              | 8                               | 0                               | Chui Lai Kwan                   | Malásia                         | 26.13                           |                                 |
| 45                              | 8                               | 8                               | Jasmine Alkhaldi                | Filipinas                       | 26.15                           |                                 |
| 46                              | 8                               | 1                               | Chinyere Pigot                  | Suriname                        | 26.18                           |                                 |
| 47                              | 9                               | 7                               | Zohar Shikler                   | Israel                          | 26.19                           |                                 |
| 48                              | 9                               | 6                               | Tessa Nurminen                  | Finlândia                       | 26.23                           |                                 |
| 49                              | 8                               | 7                               | Tess Grossmann                  | Estónia                         | 26.31                           |                                 |
| 50                              | 7                               | 6                               | Bryndís Hansen                  | Islândia                        | 26.33                           |                                 |
| 51                              | 7                               | 4                               | Allyson Ponson                  | Aruba                           | 26.40                           |                                 |
| 52                              | 7                               | 7                               | Karen Torrez                    | Bolívia                         | 26.41                           |                                 |
| 53                              | 9                               | 9                               | Quah Ting Wen                   | Singapura                       | 26.51                           |                                 |
| 54                              | 6                               | 4                               | Bayan Jumah                     | Síria                           | 26.81                           |                                 |
| 55                              | 6                               | 3                               | Dorian McMenemy                 | República Dominicana            | 26.87                           |                                 |
| 56                              | 7                               | 2                               | Miroslava Najdanovski           | Sérvia                          | 26.89                           |                                 |
| 57                              | 7                               | 0                               | Rebecca Heyliger                | Bermudas                        | 26.90                           |                                 |
| 58                              | 5                               | 3                               | Jade Howard                     | Zâmbia                          | 26.99                           |                                 |
| 59                              | 7                               | 1                               | Nicola Muscat                   | Malta                           | 27.10                           |                                 |
| 60                              | 6                               | 2                               | Tracy Keith-Matchitt            | Ilhas Cook                      | 27.16                           |                                 |
| 61                              | 6                               | 0                               | Astrið Foldarskarð              | Ilhas Feroé                     | 27.24                           |                                 |
| 62                              | 5                               | 4                               | Jovana Terzić                   | Montenegro                      | 27.44                           |                                 |
| 63                              | 6                               | 5                               | Machiko Raheem                  | Sri Lanka                       | 27.49                           |                                 |
| 64                              | 6                               | 6                               | Faye Sultan                     | Kuwait                          | 27.63                           |                                 |
| 64                              | 6                               | 1                               | Karen Riveros                   | Paraguai                        | 27.63                           |                                 |
| 64                              | 7                               | 8                               | Monika Vasilyan                 | Armênia                         | 27.63                           |                                 |
| 67                              | 6                               | 8                               | Shivani Kataria                 | Índia                           | 27.65                           |                                 |
| 68                              | 6                               | 7                               | Jennifer Rizkallah              | Líbano                          | 27.76                           |                                 |
| 69                              | 5                               | 5                               | Sofia Usher                     | Uruguai                         | 27.93                           |                                 |
| 70                              | 4                               | 3                               | Su Moe San                      | Myanmar                         | 27.98                           |                                 |
| 71                              | 5                               | 2                               | Nadia Cubells                   | Andorra                         | 28.00                           |                                 |
| 72                              | 5                               | 6                               | Long Chi Wai                    | Macau                           | 28.02                           |                                 |
| 72                              | 5                               | 7                               | Ana Nóbrega                     | Angola                          | 28.02                           |                                 |
| 74                              | 4                               | 5                               | Tiara Anwar                     | Brunei                          | 28.10                           |                                 |
| 75                              | 6                               | 9                               | Beatrice Felici                 | San Marino                      | 28.15                           |                                 |
| 76                              | 4                               | 7                               | Amarah Phillip                  | Ilhas Virgens Britânicas        | 28.35                           |                                 |
| 77                              | 5                               | 1                               | Noura Mana                      | Marrocos                        | 28.45                           |                                 |
| 78                              | 5                               | 0                               | Fatima Alkaramova               | Azerbaijão                      | 28.50                           |                                 |
| 79                              | 4                               | 8                               | Ann-Marie Hepler                | Ilhas Marshall                  | 28.52                           |                                 |
| 80                              | 4                               | 2                               | Jamila Sanmoogan                | Guiana                          | 28.60                           |                                 |
| 81                              | 4                               | 6                               | Lianna Swan                     | Paquistão                       | 28.66                           |                                 |
| 82                              | 4                               | 1                               | Irene Prescott                  | Tonga                           | 28.74                           |                                 |
| 83                              | 5                               | 9                               | Hannah Gill                     | Barbados                        | 28.75                           |                                 |
| 84                              | 4                               | 4                               | Barbara Vali-Skelton            | Papua-Nova Guiné                | 28.78                           |                                 |
| 85                              | 5                               | 8                               | Sofia Shah                      | Nepal                           | 29.43                           |                                 |
| 86                              | 3                               | 3                               | Magdalena Moshi                 | Tanzânia                        | 29.62                           |                                 |
| 87                              | 3                               | 6                               | Awa Ndiaye                      | Senegal                         | 29.78                           |                                 |
| 88                              | 3                               | 2                               | Yesui Bayar                     | Mongólia                        | 29.90                           |                                 |
| 89                              | 3                               | 4                               | Flaka Pruthi                    | Kosovo                          | 30.16                           |                                 |
| 90                              | 4                               | 0                               | Merjen Saryyeva                 | Turquemenistão                  | 30.17                           |                                 |
| 91                              | 3                               | 7                               | Zahra Pinto                     | Malawi                          | 30.20                           |                                 |
| 92                              | 3                               | 0                               | Miri Alatrash                   | Palestina                       | 30.25                           |                                 |
| 93                              | 2                               | 7                               | Debra Daniel                    | Estados Federados da Micronésia | 30.48                           |                                 |
| 94                              | 3                               | 8                               | Angel de Jesús                  | Marianas Setentrionais          | 30.57                           |                                 |
| 95                              | 2                               | 4                               | Hemthon Vitiny                  | Camboja                         | 30.67                           |                                 |
| 96                              | 3                               | 1                               | Angelika Ouedraogo              | Burquina Fasso                  | 30.74                           |                                 |
| 97                              | 4                               | 9                               | Roylin Akiwo                    | Palau                           | 30.86                           |                                 |
| 98                              | 2                               | 3                               | Sonia Aktar                     | Bangladesh                      | 30.89                           |                                 |
| 99                              | 3                               | 9                               | Rahel Gebresilassie             | Etiópia                         | 32.49                           |                                 |
| 100                             | 3                               | 5                               | Fatoumata Samassékou            | Mali                            | 32.79                           |                                 |
| 101                             | 1                               | 5                               | Siri Budcharern                 | Laos                            | 33.71                           |                                 |
| 102                             | 2                               | 2                               | Elsie Uwamahoro                 | Burundi                         | 34.08                           |                                 |
| 103                             | 2                               | 5                               | Adzo Kpossi                     | Togo                            | 34.46                           |                                 |
| 104                             | 1                               | 9                               | Bellore Sangala                 | República do Congo              | 35.74                           |                                 |
| 105                             | 1                               | 6                               | Alzain Tareq                    | Brunei                          | 35.78                           |                                 |
| 106                             | 1                               | 3                               | Haneen Ibrahim                  | Sudão                           | 36.14                           |                                 |
| 107                             | 2                               | 1                               | Mohamed Nazlati                 | Comores                         | 37.64                           |                                 |
| 108                             | 1                               | 4                               | Laraiba Seibou                  | Benim                           | 37.67                           |                                 |
| 109                             | 1                               | 2                               | Roukaya Mahamane                | Níger                           | 38.98                           |                                 |
| 110                             | 1                               | 7                               | Natasha Addai                   | Gana                            | 41.71                           |                                 |
| 111                             | 1                               | 1                               | Mariama Sow                     | Guiné                           | 44.59                           |                                 |
| 112                             | 2                               | 8                               | Chloe Sauvourel                 | República Centro-Africana       | 46.55                           |                                 |
| 113                             | 1                               | 8                               | Bunturabie Jalloh               | Serra Leoa                      | 54.27                           |                                 |
| 114                             | 2                               | 6                               | Anastasiya Tyurina              | Tajiquistão                     | 99.99 !                         | DSQ                             |
| 114                             | 7                               | 9                               | Talita Baqlah                   | Jordânia                        | 99.99 !                         | DSQ                             |
| 114                             | 2                               | 0                               | Teona Bostashvili               | Geórgia                         | 99.99 !                         | DNS                             |
| 114                             | 2                               | 9                               | Liza Kafack                     | Camarões                        | 99.99 !                         | DNS                             |
| 114                             | 11                              | 0                               | Michelle Coleman                | Suécia                          | 99.99 !                         | DNS                             |
| 114                             | 12                              | 6                               | Femke Heemskerk                 | Países Baixos                   | 99.99 !                         | DNS                             |

### Semifinal
Esses foram os resultados das semifinais.
Semifinal 1
| Pos. | Raia | Nadadora                   | Nacionalidade | Tempo | Notas |
| ---- | ---- | -------------------------- | ------------- | ----- | ----- |
| 1    | 5    | Ranomi Kromowidjojo        | Países Baixos | 24.23 | Q     |
| 2    | 4    | Arianna Vanderpool-Wallace | Bahamas       | 24.38 | Q     |
| 3    | 6    | Francesca Halsall          | Reino Unido   | 24.50 | Q     |
| 4    | 7    | Chantal van Landeghem      | Canadá        | 24.52 | Q,    |
| 5    | 3    | Dorothea Brandt            | Alemanha      | 24.75 |       |
| 6    | 1    | Michelle Williams          | Canadá        | 24.84 |       |
| 7    | 2    | Anna Santamans             | França        | 24.93 |       |
| 8    | 8    | Maria Kameneva             | Rússia        | 24.97 |       |

Semifinal 2
| Pos. | Raia | Nadadora         | Nacionalidade  | Tempo | Notas |
| ---- | ---- | ---------------- | -------------- | ----- | ----- |
| 1    | 4    | Cate Campbell    | Austrália      | 24.22 | Q     |
| 2    | 5    | Sarah Sjöström   | Suécia         | 24.31 | Q     |
| 3    | 6    | Bronte Campbell  | Austrália      | 24.32 | Q     |
| 4    | 7    | Simone Manuel    | Estados Unidos | 24.47 | Q     |
| 5    | 3    | Jeanette Ottesen | Dinamarca      | 24.61 |       |
| 6    | 2    | Liu Xiang        | China          | 24.78 |       |
| 7    | 8    | Pernille Blume   | Dinamarca      | 24.93 |       |
| 8    | 1    | Etiene Medeiros  | Brasil         | 25.03 |       |

### Final
Esse foi o resultado da final.
| Pos.              | Raia | Nadadora                   | Nacionalidade  | Tempo | Notas            |
| ----------------- | ---- | -------------------------- | -------------- | ----- | ---------------- |
| Medalha de ouro   | 6    | Bronte Campbell            | Austrália      | 24.12 |                  |
| Medalha de prata  | 5    | Ranomi Kromowidjojo        | Países Baixos  | 24.22 |                  |
| Medalha de bronze | 3    | Sarah Sjöström             | Suécia         | 24.31 |                  |
| 4                 | 4    | Cate Campbell              | Austrália      | 24.36 |                  |
| 5                 | 8    | Chantal van Landeghem      | Canadá         | 24.39 | Recorde nacional |
| 6                 | 2    | Arianna Vanderpool-Wallace | Bahamas        | 24.44 |                  |
| 7                 | 1    | Francesca Halsall          | Reino Unido    | 24.51 |                  |
| 8                 | 7    | Simone Manuel              | Estados Unidos | 24.57 |                  |

Legenda
| Recorde mundial       | Recorde mundial (World record)               |                       | Recorde africano                      | Recorde africano (African) |                                           | Q | Classificado por posição (Qualified) |
| Recorde do campeonato | Recorde do campeonato (Championship record)  | Recorde da América    | Recorde da América (Americas)         | q                          | Classificado por melhor tempo (Qualified) |   |                                      |
| Melhor marca do ano   | Melhor marca do ano (World leading)          | Recorde asiático      | Recorde asiático (Asian)              | DNS                        | Não largou (Did not start)                |   |                                      |
| Recorde nacional      | Recorde nacional (National record)           | Recorde europeu       | Recorde europeu (European)            | DNF                        | Não terminou (Did not finish)             |   |                                      |
| Recorde pessoal       | Recorde pessoal do atleta (Personal best)    | Recorde da Oceania    | Recorde da Oceania (Oceania)          | DSQ / DQ                   | Desclassificado (Disqualified)            |   |                                      |
| Recorde da temporada  | Recorde da temporada do atleta (Season best) | Recorde sul-americano | Recorde sul-americano (South America) | NM                         | Sem marca (No mark)                       |   |                                      |